# Minburn (Iowa)
Minburn es una ciudad ubicada en el condado de Dallas en el estado estadounidense de Iowa. En el Censo de 2010 tenía una población de 365 habitantes y una densidad poblacional de 505,12 personas por km².

## Geografía
Minburn se encuentra ubicada en las coordenadas 41°45′28″N 94°1′42″O / 41.75778, -94.02833. Según la Oficina del Censo de los Estados Unidos, Minburn tiene una superficie total de 0.72 km², de la cual 0.72 km² corresponden a tierra firme y (0%) 0 km² es agua.

## Demografía
Según el censo de 2010, había 365 personas residiendo en Minburn. La densidad de población era de 505,12 hab./km². De los 365 habitantes, Minburn estaba compuesto por el 98.08% blancos, el 0.27% eran afroamericanos, el 0.82% eran amerindios, el 0.27% eran asiáticos, el 0% eran isleños del Pacífico, el 0.27% eran de otras razas y el 0.27% pertenecían a dos o más razas. Del total de la población el 1.1% eran hispanos o latinos de cualquier raza.